# جدارية (كتاب، 2000)
جدارية، مجموعة شعرية من مؤلفات الشاعر العربي الفلسطيني محمود درويش، صدرت في عام 2000، عن رياض الريس للكتب والنشر في بيروت، لبنان.